# Marco Siverio
Marco Siverio Toro (* 4. Oktober 1994) ist ein spanischer Fußballspieler.

## Karriere
Siverio spielte bis 2017 in den USA an der University of Delaware für die Delaware Fightin’ Blue Hens. Zur Saison 2017/18 kehrte er in seine Heimat Spanien zurück und schloss sich dem Viertligisten Atlético Unión Güímar an.
Zur Saison 2018/19 wechselte er nach Österreich zum Regionalligisten ATSV Stadl-Paura. Für die Oberösterreicher absolvierte er 27 Spiele in der Regionalliga und erzielte dabei 17 Tore. Zur Saison 2019/20 kehrte er wieder nach Spanien zurück und wechselte zum Viertligisten CD Buzanada.
Zur Saison 2020/21 wechselte Siverio ein zweites Mal nach Österreich, wo er sich dem Zweitligisten SV Horn anschloss. Sein Debüt in der 2. Liga gab er im September 2020, als er am zweiten Spieltag jener Saison gegen den FC Liefering in der 31. Minute für Stephan Schimandl eingewechselt wurde. In zwei Jahren in Horn kam er zu 58 Zweitligaeinsätzen, in denen er 16 Tore erzielte. Nach zwei Spielzeiten verließ er die Niederösterreicher nach der Saison 2021/22.
Daraufhin wechselte er zur Saison 2022/23 zu den drittklassigen Amateuren des LASK. Dort wurde er am Ende der Saison mit 23 Toren bei 26 Ligaeinsätzen Torschützenkönig der Regionalliga Mitte und beendete die Meisterschaft mit dem Team als Vizemeister hinter dem DSV Leoben. Zu Beginn der Saison 2023/24 absolvierte er drei Spiele, in denen er drei Tore erzielte.
Im August 2023 wechselte Siverio dann zum Zweitligisten SKU Amstetten, bei dem er einen bis Juni 2024 laufenden Vertrag erhielt. Für den SKU kam er bis zur Winterpause zu elf Zweitligaeinsätzen, in denen er zweimal traf. Im Januar 2024 wechselte er nach Polen zum Zweitligisten Podbeskidzie Bielsko-Biała.

## Erfolge
- Torschützenkönig der Regionalliga Mitte: 2022/23 (23 Tore)

## Persönliches
Sein Bruder Javier (* 1997) ist ebenfalls Fußballspieler.